# Maurice Buret
Maurice Marcel Buret (21 de mayo de 1909-16 de enero de 1990) fue un jinete francés que compitió en la modalidad de doma. Participó en los Juegos Olímpicos de Londres 1948, obteniendo una medalla de oro en la prueba por equipos.

## Palmarés internacional
| Juegos Olímpicos | Juegos Olímpicos      | Juegos Olímpicos | Juegos Olímpicos |
| Año              | Lugar                 | Medalla          | Categoría        |
| ---------------- | --------------------- | ---------------- | ---------------- |
| 1948             | Londres (Reino Unido) | Medalla de oro   | Por equipos      |